# Finlandia en los Juegos Olímpicos de Atlanta 1996
Finlandia estuvo representada en los Juegos Olímpicos de Atlanta 1996 por un total de 76 deportistas que compitieron en 15 deportes.  
El portador de la bandera en la ceremonia de apertura fue el piragüista Mikko Kolehmainen.

## Medallistas
El equipo olímpico finlandés obtuvo las siguientes medallas:
| Nombre        | Deporte            | Competición     |
| ------------- | ------------------ | --------------- |
| Oro           |                    |                 |
| Heli Rantanen | Atletismo          | Jabalina F      |
| Plata         |                    |                 |
| Marko Asell   | Lucha grecorromana | 74 kg M         |
| Jani Sievinen | Natación           | 200 m estilos M |
| Bronce        |                    |                 |
| Seppo Räty    | Atletismo          | Jabalina M      |